# Föreningsbanken Halmstad
Föreningsbanken Halmstad, tidigare Halmstadsortens jordbrukskassa, var en jordbrukskassa med säte i Halmstad.

## Historik
Halmstadsortens jordbrukskassa bildades 1949 genom sammanslagning av jordbrukskassorna i Snöstorp, Eldsberga-Trönninge, Söndrum Vapnö och Övraby-Holm. Huvudkontoret samlokaliserades med Södra Sveriges centralkassa för jordbrukskredit. Man flyttade den 6 februari 1950 till den lokal där Göteborgs handelsbank funnits fram tills dess Halmstadskontor uppgick i Göteborgs bank under 1949.
Breareds jordbrukskassa uppgick 1951. Getingeortens jordbrukskassa fusionerade in i Halmstadsortens år 1963. År 1967 fusionerade man med Harplinge jordbrukskassa.
Södra Sveriges centralkassa för jordbrukskredit var bankens centralkassa till 1953 när Hallands centralkassa för jordbrukskredit utbröts som en egen institution. Centralkassan bytte namn till Hallands föreningsbank 1974.
Den 1 juli 1969 flyttade huvudkontoret över gatan till Storgatan 27. Den 5 februari 1975 öppnades ett kontor i Simlångsdalen, varefter man hade fem kontor.
Under 1970-talet byggde banken ett nytt bankhus vid Storgatan 15 i centrala Halmstad. Det kunde invigas den 2 oktober 1978. Arkitekt var Mats Bjärudd vid K-konsult och byggherre var Skånska cementgjuteriet.
År 1988 beslutade man om en sammanslagning med Föreningsbanken Enslöv med kontor i Åled och Oskarström. Sammanslagningen innebar att alla föreningsbanker i Halmstads kommun slagits samman.
I samband med sammanslagningen av Föreningsbanken och Sparbanken Sverige slogs verksamheterna i Halmstad samman. Den 15 maj 1998 lades Föreningsbankens kontor ner och verksamheten flyttade till det före detta sparbankshuset vid Stora torg. Det tidigare huvudkontoret inhyste John Bauergymnasiet från 2002 till dess konkurs 2013.